# Chalioides stenocyttara
Chalioides stenocyttara är en fjärilsart som beskrevs av Jean Bourgogne 1961. Chalioides stenocyttara ingår i släktet Chalioides och familjen säckspinnare. Inga underarter finns listade i Catalogue of Life.